# Airplay

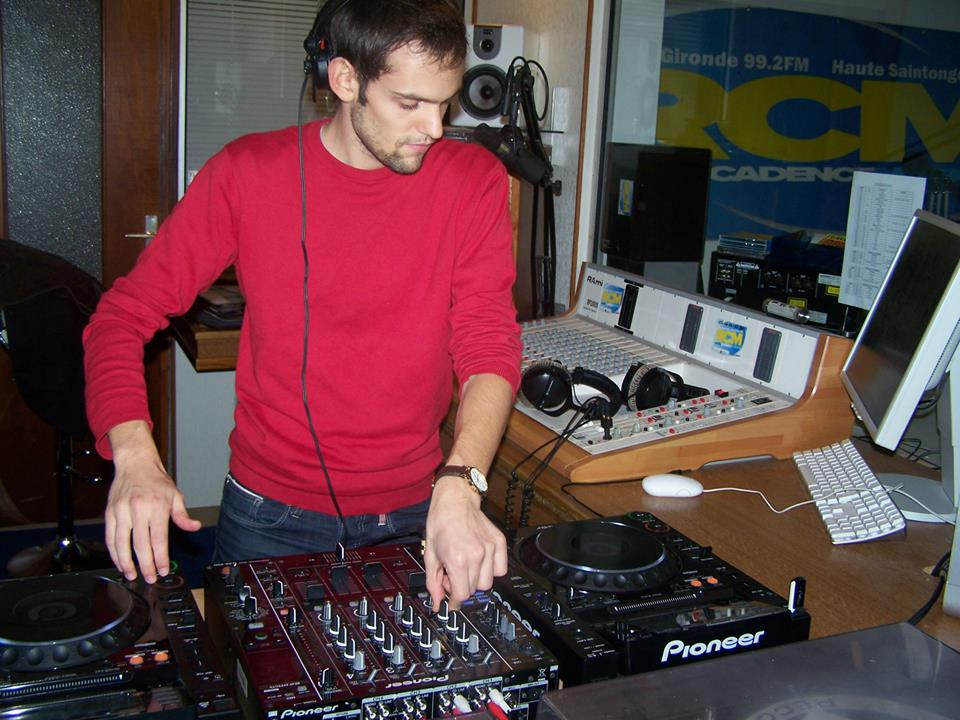
Aron Scott tocando na RCM FM (estação de rádio francesa, 98.4) em 2013, no programa "Eletro Club" de Thierry Sorinet com Sonny Zamolo.

Na nomenclatura da indústria fonográfica, airplay ou radio airplay (em português: radiodifusão) são termos para se referir à emissão e transmissão de músicas por uma emissora de rádio FM.
O airplay de uma emissora é ainda a frequência de execução de uma música na programação da rádio, configurando a lista das músicas mais tocadas na programação, que pode ser diária, semanal, mensal, anual ou de um período ainda maior.
O airplay chart de uma região ou país é a apuração das músicas mais tocadas nas rádios comerciais e mede a popularidade de um lançamento musical de acordo com o número de execuções radiofônicas, em um determinado período. As listas podem variar de acordo com o segmento das rádios apuradas, indo da lista genérica a um segmento específico, como por exemplo o das rádios rock ou de dance music.